# Dendrobium dixanthum
Dendrobium dixanthum är en orkidéart som beskrevs av Heinrich Gustav Reichenbach. Dendrobium dixanthum ingår i släktet Dendrobium, och familjen orkidéer. Inga underarter finns listade i Catalogue of Life.